# FOXF1
FOXF1‏ (Forkhead box F1) هوَ بروتين يُشَفر بواسطة جين FOXF1 في الإنسان.

## الوظيفة
ينتمي هذا الجين إلى عائلة عوامل النسخ فوركهيد، التي تتميز بمجال فوركهيد مميز. يُعد بروتين FOX1 مهمًا في نمو اللحمة المتوسطة الرئوية ونمو الجهاز الهضمي.